# Bryophaenocladius ictericus
Bryophaenocladius ictericus är en tvåvingeart som först beskrevs av Johann Wilhelm Meigen 1830.  Bryophaenocladius ictericus ingår i släktet Bryophaenocladius och familjen fjädermyggor. Arten är reproducerande i Sverige. Inga underarter finns listade i Catalogue of Life.